# Universidade de Ciências Aplicadas de Munique

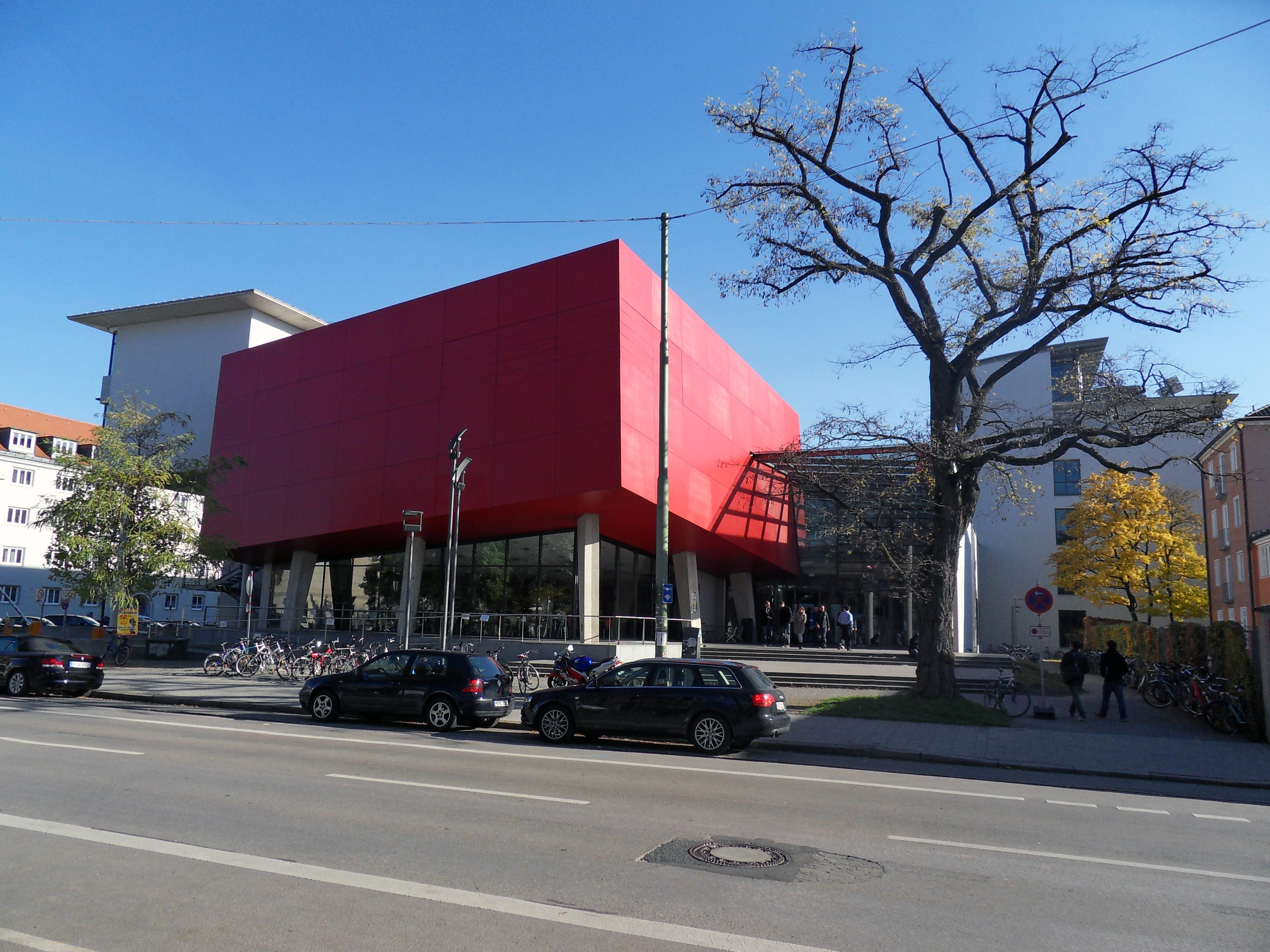

A Universidade de Ciências Aplicadas de Munique (HM) é uma das 15 universidades de Munique, uma das maiores universidades de ciências aplicadas da Baviera, com aproximadamente 18.000 estudantes e uma das maiores da Alemanha.
No semestre de inverno de 2016/17, 17.841 estudantes (homens: 10.929, mulheres: 6.912) foram matriculados na Universidade de Ciências Aplicadas de Munique. Aproximadamente 500 professores em 14 faculdades ensinam lá. Isto faz com que seja a maior universidade de ciências aplicadas na Baviera.
Com mais de 80 cursos de estudo nas áreas de ciências naturais / engenharia, arquitetura, economia, ciências sociais e design, a Universidade de Ciências Aplicadas de Munique oferece uma ampla gama de especializacoes.
A Universidade de Ciências Aplicadas de Munique está espalhada por vários locais. Além do complexo principal em Lothstraße / Dachauer Straße, existem os locais Pasing e Karlstraße.
A Universidade de Ciências Aplicadas de Munique é uma universidade foi fundada em 1971 como uma associação de sete escolas de engenharia de Munique e escolas técnicas superiores. No é de longa tradição educacional que começou com a industrialização do início do século XIX.
A fundação da Universidade de Ciências Aplicadas de Munique é o resultado do compromisso conjunto de diretores, professores e estudantes de escolas de engenharia no final dos anos 1960. Foi defendido uma reforma da educação em engenharia e a classificação de escolas técnicas superiores no ensino superior. As escolas técnicas superiores nas áreas de negócios, assuntos sociais, arquitetura e design também concordaram com as demandas
Nos 40 anos desde então, a Universidade de Ciências Aplicadas de Munique passou por muitas mudanças. Sua oferta educacional cresceu de forma constante. A pesquisa chegou e tornou-se firmemente estabelecida. Reagimos à reforma de Bolonha desde cedo, introduzindo os graus de bacharel e mestrado, para que hoje possamos oferecer cursos de estudo de alta qualidade experimentados e testados. Nosso perfil aguçado é refletido não apenas na mudança de nome de "Fachhochschule" para "Hochschule", que aponta o caminho para o desenvolvimento dos próximos anos.
A Universidade de Ciências Aplicadas de Munique (em alemão: Hochschule München)  é uma universidade da Alemanha, localizada em Munique. Fundada em 1971, é a maior universidade de ciências aplicadas da Bavaria.